# 아베나 (기업)
아베나(Abena)는 1953년에 설립된 남부 유틀란트의 오벤로에 본사를 둔 덴마크의 가문 경영 기업이다. 다수의 국가에 자회사를 두고 있는 이 회사는 아이슬란드, 대한민국, 스웨덴, 미국 등에 다양한 제품을 공급하고 전 세계 90개 이상의 국가에서 운영되고 있다. 다만 러시아는 원래 최대 수요국가 중 하나였으나 러시아의 우크라이나 침공 여파로 철수한 상태이다.
제품 영역에는 위생용품, 개인 보호 장비, 청소, 폐기물 처리 시스템 및 병원용 의료용품(ABRI 시리즈) 등을 취급하며, 고객은 주로 병원, 요양원, 영유아 등을 포함한 가족, 학교, 어린이집 및 민간 기업뿐만 아니라 리조트, 호텔, 레스토랑, 케이터링 및 식당 등으로 구성된다.
이 회사는 1953년 옌스 닐센(덴마크어: Jens Terp-Nielsen) 에 의해 Sækko A/S(새코 주식회사)라는 이름으로 설립되었다. 당시에는 주로 농업용 제품을 다루거나 생산하였다. 1980년에는 당사의 히트상품인 Bambo 브랜드로 기저귀와 생리대를 생산하기 시작했다. 이후 2003년에 이름이 현재의 아베나로 변경되었다.
한국에서는 대부분의 제품이 어느 중소 무역회사를 통해 정발되었고, 롯데마트에도 유아용 팬티형 기저귀를 PB로 납품한다.

## 같이 보기
- 킴벌리-클라크
- 유니참
- 깨끗한나라